# 1999 у Миколаєві
| Роки в Миколаєві ← • 1901 • 1902 • 1903 • 1904 • 1905 • 1906 • 1907 • 1908 • 1909 • 1910 • 1911 • 1912 • 1913 • 1914 • 1915 • 1916 • 1917 • 1918 • 1919 • 1920 • 1921 • 1922 • 1923 • 1924 • 1925 • 1926 • 1927 • 1928 • 1929 • 1930 • 1931 • 1932 • 1933 • 1934 • 1935 • 1936 • 1937 • 1938 • 1939 • 1940 • 1941 • 1942 • 1943 • 1944 • 1945 • 1946 • 1947 • 1948 • 1949 • 1950 • 1951 • 1952 • 1953 • 1954 • 1955 • 1956 • 1957 • 1958 • 1959 • 1960 • 1961 • 1962 • 1963 • 1964 • 1965 • 1966 • 1967 • 1968 • 1969 • 1970 • 1971 • 1972 • 1973 • 1974 • 1975 • 1976 • 1977 • 1978 • 1979 • 1980 • 1981 • 1982 • 1983 • 1984 • 1985 • 1986 • 1987 • 1988 • 1989 • 1990 • 1991 • 1992 • 1993 • 1994 • 1995 • 1996 • 1997 • 1998 • 1999 • 2000 • → |

1999 у Миколаєві — список важливих подій, що відбулись у 1999 році в Миколаєві. Також подано перелік відомих осіб, пов'язаних з містом, що народились або померли цього року, отримали почесні звання від міста.

## Події
- 2 липня рішенням Миколаївської міської ради затверджений прапор Миколаєва[1].
- Влітку з ініціативи та за фінансової підтримки мецената і видавця Валерія Карнауха на розі Потьомкінської і Радянської вулиць встановлена меморіальна дошка на честь князя Г. О. Потьомкіна-Таврійського.
- Миколаївське видавництво «Можливості Кіммерії» випустило енциклопедичний словник «Николаевцы 1789—1999», в якому представлено відомості про життя й діяльність понад 2000 осіб, які народилися й жили або живуть в Миколаєві та залишили помітний слід в історії міста від року заснування (1789) до 1999 року.

### Засновані
- 1 лютого заснований Миколаївська філія Київського національного університету культури і мистецтв.
- 20 липня заснований Миколаївський міжрегіональний інститут розвитку людини «Україна».
- 18 жовтня засноване ВАТ "Авіакомпа́нія спеціа́льного призна́чення «Миколаїв-Аеро».
- У приміщенні колишнього радіовузла (колишній особняк пастора лютеранської церкви) відкрився Миколаївський шаховий клуб.

## Особи

### Очільники
- Міський голова — Анатолій Олійник.

### Почесні громадяни
- Январьов Еміль Ізраїльович — український російськомовний поет, журналіст, педагог, громадський діяч, лауреат Всеукраїнської державної премії імені Миколи Ушакова.
- Чантурія Нодарі Вікторович — суднобудівник, заслужений працівник промисловості Української РСР, лауреат премії Ради Міністрів СРСР, колишній директор Миколаївського суднобудівного заводу «Океан».

### Городянин рокуі «Людина року»
- Бабакова Інга Альвідосівна — номінація «Фізкультура і спорт».
- Бездольний Віктор Володимирович — номінація «Благодійність».
- Зайцева Тетяна Олександрівна — номінація «Охорона здоров'я».
- Кремінь Дмитро Дмитрович — номінація «Мистецтво».
- Кремко Олександр Олександрович — номінація «Засоби масової інформації — преса».
- Пак Василь Миколайович — номінація «Культура».
- Пак Ірина Олексіївна — номінація «Культура».
- Пересунько Тамара Костянтинівна — номінація «Наука і вища школа».
- Прудкий Сергій Васильович — номінація «Фінанси і банківська справа».
- Реутенко Олексій Олексійович — номінація «Середня школа».
- Сипко Сергій Олександрович — номінація «Підприємництво».
- Топчій Олександр Віталійович — номінація «Телебачення».
- Тулуб Володимир Йосипович — номінація «Промисловість».
- Номінація «Людина року» — Олійник Анатолій Олексійович.

### Народились
- Ляшевський Владислав Миколайович (нар. 31 серпня 1999) — футболіст, захисник клубів «Суднобудівник», МФК «Миколаїв» та «Миколаїв-2».
- Пасічник Василь Іванович (нар. 16 липня 1999) — футболіст, нападник клубів «Суднобудівник», МФК «Миколаїв» та «Миколаїв-2».
- Фальковський Данило Сергійович (нар. 21 травня 1999) — футболіст та футзаліст, півзахисник «Миколаєва», який виступає за «Миколаїв-2».
- Древай Герман Едуардович курсант вищого військового навчального закладу Збройних сил України, учасник російсько-української війни, що загинув у ході російського вторгнення в Україну.

### Померли
- Лисянська Ганна Григорівна (1 листопада 1917, Миколаїв — 2 грудня 1999, Арад, Ізраїль) — українська і російська актриса театру і кіно, єврейського походження.
- Сорочан Микола Антонович (1928, село Новосергіївка, тепер Березнегуватського району Миколаївської області — 1999) — український радянський діяч, бригадир електрозварників Чорноморського суднобудівного заводу у Миколаєві. Герой Соціалістичної Праці (1971). Депутат Верховної Ради УРСР 7-9-го скликань.
- Матвєєв Олександр Миколайович (25 січня 1941, Миколаїв — 18 грудня 1999, там само) — радянський спортсмен-байдарочник та український тренер з веслування на байдарках, заслужений тренер СРСР.